# 博德鲁姆古代剧场

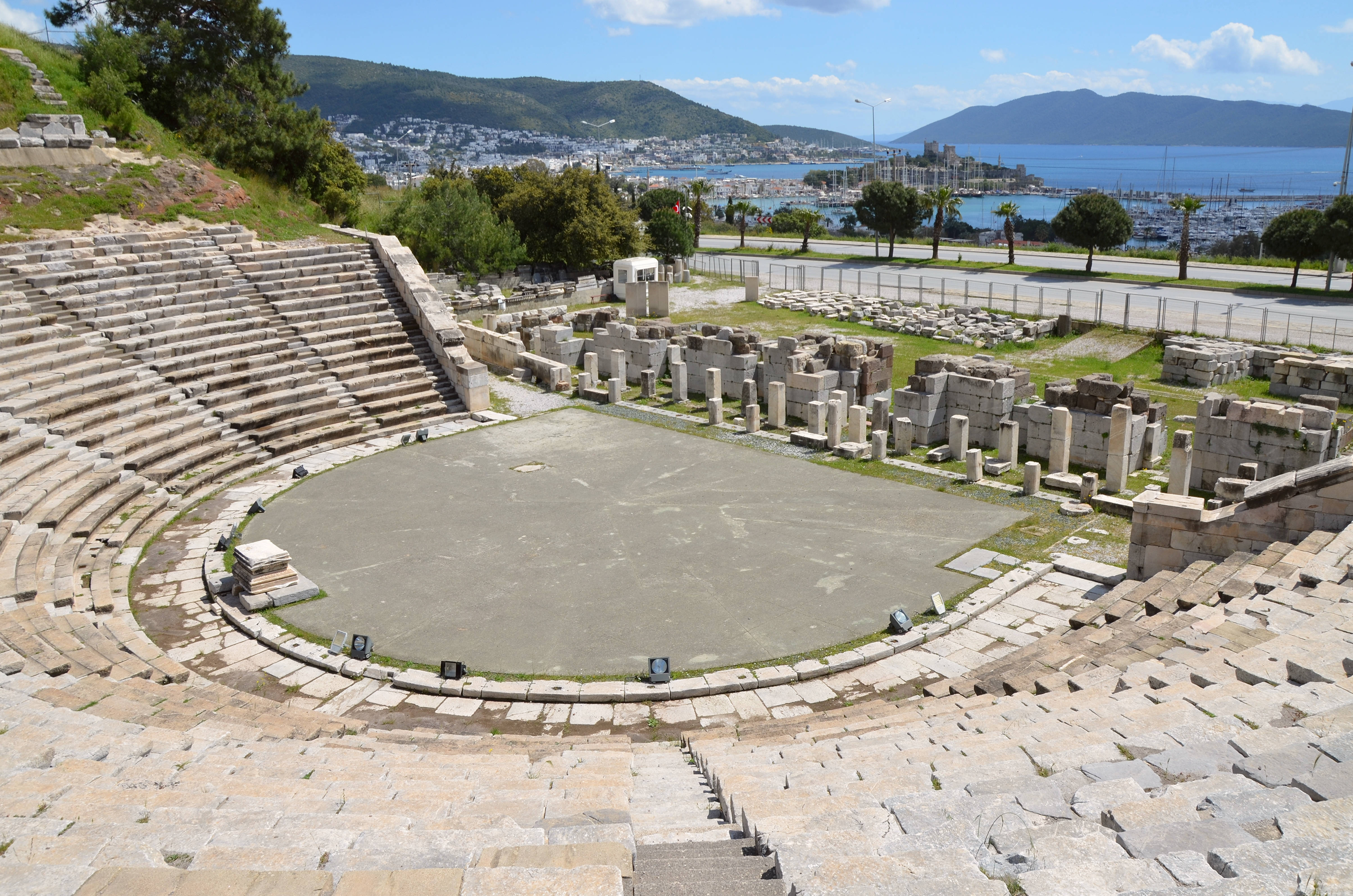
博德鲁姆哈利卡那索斯剧场，背景中可见博德鲁姆城堡

博德鲁姆古代剧场（土耳其語：Bodrum Antik Tiyatrosu）又名哈利卡那索斯剧场, 是一座公元前4世纪的 古希腊罗马剧场，位于土耳其博德鲁姆（古代城市哈利卡那索斯）。该剧院的建筑风格与埃皮达鲁斯古代剧场相似。

## 历史
哈利卡那索斯剧场兴建于公元前4世纪卡里亚总督摩索拉斯统治时期。古代剧场在公元2世纪左右的罗马时代扩建，形成了现在的形式。 剧场宽86米，直径18米，最初可容纳10000 至13000人。
在20世纪70年代和90年代，土耳其共和国文化旅游部对剧院进行了两次翻修。 目前，古代剧场用于举办文化活动， 如博德鲁姆国际芭蕾舞节 ，以及土耳其和国际艺术家的音乐会，可容纳10000人。

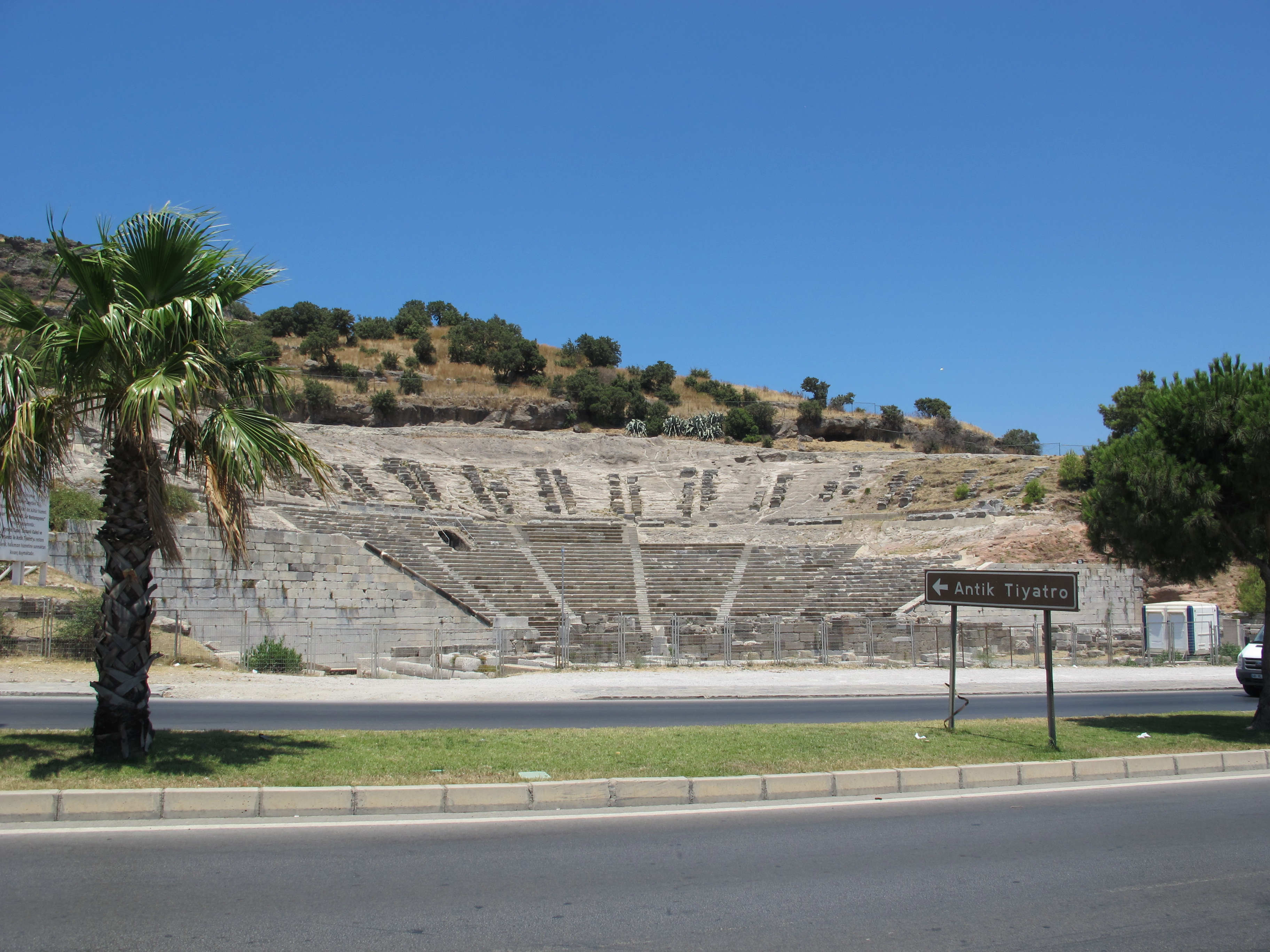
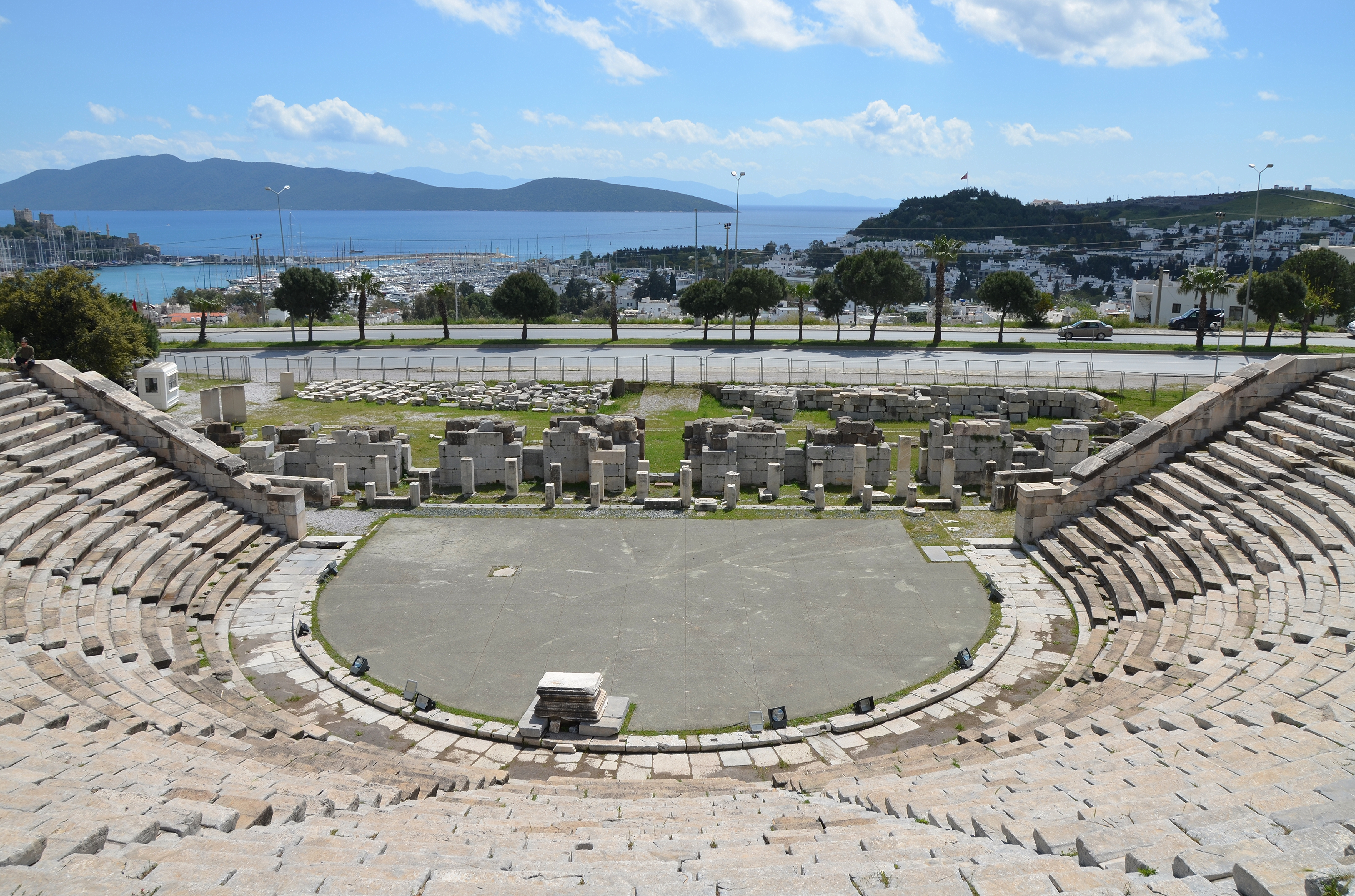
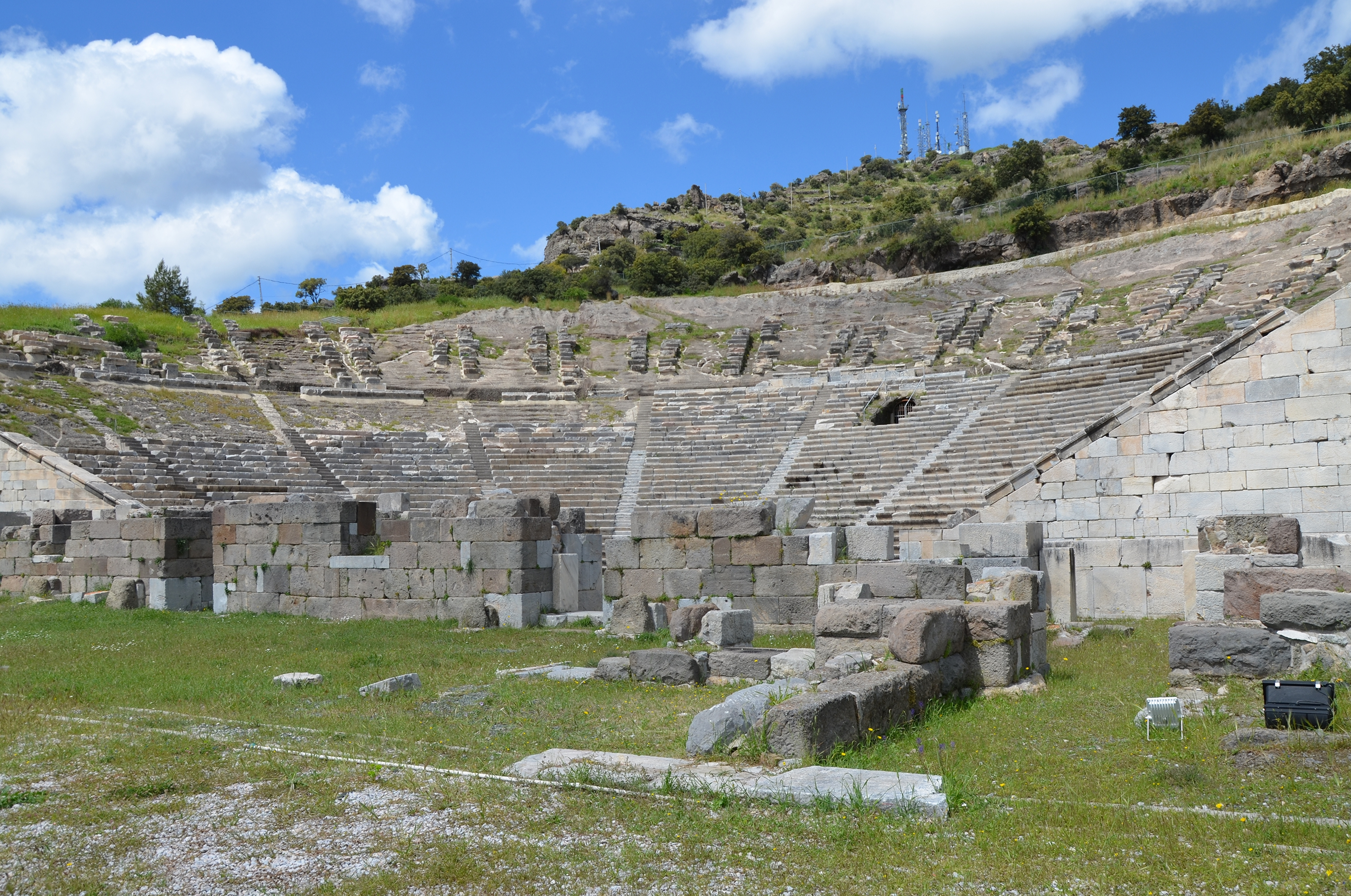